# チャールズ・タウンゼンド (1725-1767)
チャールズ・タウンゼンド（英語: Charles Townshend、1725年8月28日 - 1767年9月4日）は、イギリスの政治家。
タウンゼンド子爵家のヤンガーサンとして生まれ、1747年にホイッグ党の庶民院議員に当選して政界入り。閣僚職を歴任し、とりわけ1766年から1767年にかけて財務大臣を務めたことで知られる。アメリカ植民地への支配と課税を強化するタウンゼンド諸法を制定し、アメリカ植民地人の反発を招いた。

## 経歴
1725年8月28日、第3代タウンゼンド子爵チャールズ・タウンゼンドとその妻オードリー（旧姓ハリソン）の間の次男として生まれる。第4代タウンゼンド子爵を継承し、初代タウンゼンド侯爵に叙されるジョージ・タウンゼンドは兄である。
1747年6月30日にグレート・ヤーマス選挙区から選出されて庶民院議員に就任した。その後、サルタッシュ選挙区、ハリッジ選挙区と選挙区を移動させながらも死去まで庶民院の議席を維持した
政界入り後、第2代ハリファックス伯爵ジョージ・モンタギュー＝ダンクに接近し、1748年にハリファックス伯が通商委員会第一卿（First Lord of Trade)に就任すると通商委員会の委員の一人に任じられた。
1754年3月に首相ヘンリー・ペラムが死去した後の初代ニューカッスル公トマス・ペラム＝ホールズの内閣では海軍卿委員会の委員の一人に選出された。しかし翌1755年には下野し、ドイツ傭兵の問題でニューカッスル公爵内閣を批判した。
1756年11月の第4代デヴォンシャー公爵ウィリアム・キャヴェンディッシュ内閣では王室会計長官に就任。1757年4月には枢密顧問官に就任した。
ジョン・ビング提督の銃殺刑には慎重な姿勢をとり、ウイリアム・ピット（大ピット）から軽蔑されたが、大ピットが主導した1757年から1761年にかけての第2次ニューカッスル公内閣でポストを維持し続けた。
スペインとの戦争に反対したため、つづく第3代ビュート伯爵ジョン・ステュアート内閣でも戦時大臣に留任。一時下野したが、その後すぐに政権復帰し、1763年3月には商務委員会第一卿に就任した。しかし翌4月にジョージ・グレンヴィル内閣が成立すると国王ジョージ3世の手にキスすることを拒否して辞職した。国王はこれに怒り、二度と政府に参加しなくてよいとタウンゼンドに通告した。
1765年5月に初代ホランド男爵ヘンリー・フォックスが陸軍支払長官を辞職するとグレンヴィル首相の求めに応じて後任の陸軍支払長官に就任した。第2代ロッキンガム侯爵チャールズ・ワトソン＝ウェントワース内閣でも留任した。
つづいて1766年7月に成立した大ピット内閣では財務大臣に就任した。歳入不足を補うためにアメリカ植民地から搾り取ることを企図し、タウンゼンド諸法を制定した。これはニューヨーク植民地議会の権限停止し、さらに北米13州が輸入する銅、塗料、紙、ガラス、茶などに輸入関税を課すことを内容としており、アメリカ植民地人の強い反発を招いた。アメリカでの反英闘争激化のきっかけとなった。
1767年9月4日に死去した。

## 家族
1755年に第2代アーガイル公爵ジョン・キャンベルの娘キャロラインと結婚。彼女との間に息子2人と娘1人を儲けた。キャロラインは1767年8月28日にグリニッジ女男爵に叙せられているが、息子に先立たれたため、彼女一代で廃絶している。